# George Tobias
George Tobias (Nova Iorque, 14 de julho de 1901 — Los Angeles, 27 de fevereiro de 1980) foi um ator norte-americano.
George começou sua carreira quando ainda tinha 15 anos de idade. Passou por diversos grupos de teatro até ser escolhido para participar do espetáculo da Broadway What Price Glory de Maxwell Anderson e Laurence Stallingsa. A peça foi um sucesso e George trabalhou nela entre 1924 e 1926.
Na televisão, George Tobias foi o Abner Kravitz, marido de Glady Kravitz (Alice Pearce, que faleceu durante a gravação da 2ª temporada e substituída na 3ª por Sandra Gould), os vizinhos dos Stephens no seriado A Feiticeira.  

## Morte
Em 27 de fevereiro de 1980, Tobias morreu de câncer de bexiga aos 78 anos no Cedars Sinai Medical Center, em Los Angeles. Ele está enterrado no cemitério Mount Carmel, Glendale, Queens, na cidade de Nova York.

## Filmografia completa
- The Lunatic (1927)
- Yes, My Darling Daughter (1939) como Dock Worker (sem créditos)
- Maisie (1939) como Rico
- They All Come Out (1939) como "Sloppy Joe"
- The Roaring Twenties (1939) como Soldier in American Army Barracks (sem créditos)
- Ninotchka (1939) como Soviet Visa Official (sem créditos)
- Balalaika (1939) como Slaski
- The Hunchback of Notre Dame (1939) como Beggar
- Music in My Heart (1940) como Sascha
- Saturday's Children (1940) como Herbert Smith
- Torrid Zone (1940) como Rosie La Mata
- The Man Who Talked Too Much (1940) como Slug "Canvasback" McNutt
- They Drive by Night (1940) como George Rondolos
- River's End (1940) como Andrew "Andy" Dijon
- The Baron and the Rose (1940, Short) como Henry Stiegel
- Calling All Husbands (1940) como Oscar Armstrong
- City for Conquest (1940) como Pinky
- East of the River (1940) como Tony Scaduto
- South of Suez (1940) como Eli Snedeker
- The Strawberry Blonde (1941) como Nicholas Pappalas
- Affectionately Yours (1941) como Pasha
- Out of the Fog (1941) como Igor Propotkin
- Sergeant York (1941) como Private Michael T. "Pusher" Ross
- The Bride Came C.O.D. (1941) como Peewee Defoe
- The Tanks Are Coming (1941, Short) como Malowski
- Captains of the Clouds (1942) como Blimp Lebec (bush pilot)
- Yankee Doodle Dandy (1942) como Dietz
- Juke Girl (1942) como Nick Garcos
- Wings for the Eagle (1942) como Jake Hanso
- My Sister Eileen (1942) como Appopolous
- Air Force (1943) como Asst. Crew Chief Weinberg
- Mission to Moscow (1943) como Freddie
- This Is the Army (1943) como Maxie Twardofsky
- Thank Your Lucky Stars (1943) como Ele mesmo
- Passage to Marseille (1944) como Petit
- Between Two Worlds (1944) como Pete Musick
- Make Your Own Bed (1944) como Boris Fenilise
- Objective, Burma! (1945) como Cpl. Gabby Gordon
- Mildred Pierce (1945) como Mr. Chris (sem créditos)
- Her Kind of Man (1946) como Joe Marino
- Nobody Lives Forever (1946) como Al Doyle
- Gallant Bess (1946) como Lug Johnson
- Sinbad the Sailor (1947) como Abbu
- My Wild Irish Rose (1947) como Nick Popoli
- The Judge Steps Out (1947) como Mike
- Adventures of Casanova (1948) como Jacopo
- The Set-Up (1949) como Tiny
- Everybody Does It (1949) como Rossi
- Southside 1-1000 (1950) como Reggie
- Rawhide (1951) como Gratz
- The Mark of the Renegade (1951) como Captain Bardoso
- The Magic Carpet (1951) como Razi
- Ten Tall Men (1951) como Londos
- Desert Pursuit (1952) como Ghazili
- The Glenn Miller Story (1953) como Si Schribman
- The Seven Little Foys (1954) como Barney Green
- The Tattered Dress (1957) como Billy Giles
- Silk Stockings (1957) como Vassili Markovitch
- Marjorie Morningstar (1958) como Maxwell Greech
- A New Kind of Love (1963) como Joe Bergner
- Bullet for a Badman (1964) como Diggs
- Nightmare in the Sun (1965) como Gideon
- The Glass Bottom Boat (1966) como Mr. Fenimore
- The Phynx (1970) como Markevitch
- Tora! Tora! Tora! (1970) como Capitão da Linha de Voo no Campo de Hickam (sem créditos)